# Birkweiler Kastanienbusch

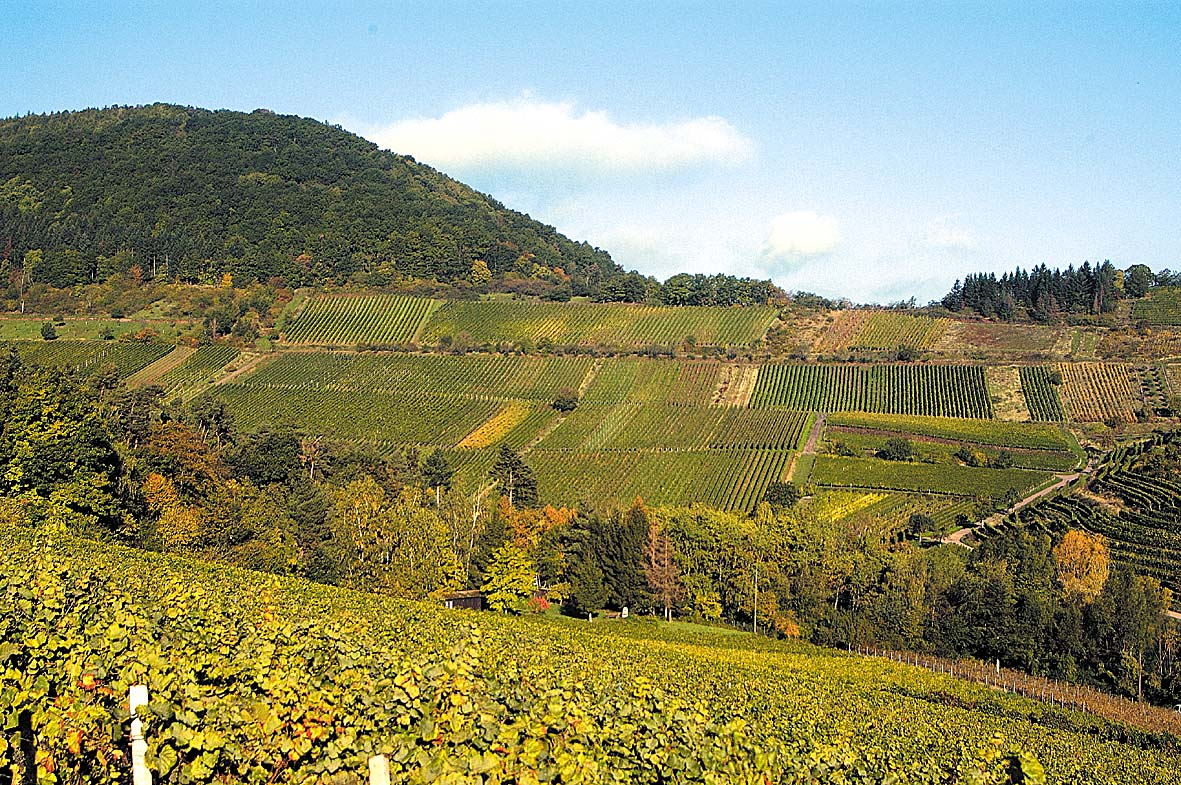
Der Kastanienbusch in Birkweiler ist eine Weinlage in der die Riesling Rebe besonders gut wächst

Der Birkweiler Kastanienbusch, im Dialekt „Birkweiler Keschdebusch“ ist eine der bekanntesten Einzellagen an der südlichen Weinstraße und wurde als Große Lage vom VDP klassifiziert. Der Name entstand durch die vielen Esskastanienbäume. Der Kastanienbusch liegt westlich von Birkweiler. Die Lage besteht aus einem Talkessel, der nach Westen hin von den Hängen des Hohenberges vor den nächtlichen kühlen Luftströmungen aus dem Pfälzerwald geschützt ist. Nach Osten bildet der Taschberg, ein Hügel, der mit Weinbergen bepflanzt ist, einen natürlichen Übergang bis an das Dorf. Die Weinberge liegen bis 320 m über NN und sind bis zu 40 % steil.
Da es sich an dieser Stelle um eine der höchsten geologischen Erhebungen des Pfälzerwaldes handelt, sind die Bodenverhältnisse sehr verschieden. Durch eine Bergscholle, die sich bei tektonischer Plattenbewegung drehte, kommen drei verschiedene Weinbergsböden zum Vorschein: Zum einen der „Buntsandsteinverwitterungsboden“ sowie der „Muschelkalk“, welche beide aus dem Trias stammen vor und zum anderen ist das Rotliegend, welches durch den „roten Schiefer“ gekennzeichnet ist und aus dem Perm stammt, im Kastanienbusch zu finden. Die Rieslinge wachsen auf dem Kopf des Kastanienbuschs dem „Köppel“ (Buntsandsteinverwitterungsboden) und in der mittleren Gewanne auf dem Rotliegend. Eine Seltenheit ist vor allem das von „Roten Schiefergestein“ durchzogene Rotliegend, welches in der Pfalz nur selten zu finden ist.
Folgende Weingüter erzeugen Weine aus dem Kastanienbusch: Ökonomierat Rebholz, Sven Klundt, Dr. Wehrheim, Siener, Gies-Düppel, Scholler, Wolf, Kleinmann.